# 谢真石
谢真石（?—?），出自陈郡谢氏，谢衡的孙女，谢鲲的女儿，晋穆帝的外祖母。
谢真石的名字不见于传世文献，而见于《谢鲲墓志》。谢真石嫁给阳翟褚氏的褚裒，生下女儿褚蒜子。褚蒜子嫁给晋明帝的次子、晋成帝的二弟琅邪王司马岳，为琅邪王妃。咸康八年（342年），司马岳即位为晋康帝，褚蒜子被立为皇后，谢真石作为皇帝的岳母被封为寻阳乡君。谢真石嫁给褚裒之前，褚裒有荀、卞二夫人。晋康帝驾崩后，他和褚蒜子所生二岁的晋穆帝即位，褚蒜子成为太后。有司上奏，谢夫人既封，荀、卞二夫人作为太后之前母也应追赠，褚太后不许。